# Dreptul la timp
Dreptul la timp este un volum de poezii al poetului român Nichita Stănescu publicat în 1965 la Editura Tineretului.
Volumul conține următoarele poezii:
- Dreptul la timp
- Basorelief cu soldați
- Enghidu
- Amintindu-mi
- Ars poetica
- Geneza poemului
- Quadriga
- Savonarola
- Turnare de soare pe pământ
- Invocare
- • • • Cum aș putea să-i spun întregul adevăr
- Schimbătorul de viteze (poezie de Nichita Stănescu)|Schimbătorul de viteze
- Cântec (Despărțirea de o vârstă)
- Cântec (Ficțiunile adolescenței)
- Tei nocturn
- Artemis (poezie de Nichita Stănescu)|Artemis
- Cântec (Amintiri nu are decât clipa de acum)
- Marele ochi al iernii
- Adolescenți pe mare
- Frunzișuri
- Cântec de dimineață
- Corespondențe
- Parcă dormim și visăm
- Cântec (Tu ai un fel de paradis al tău)
- Spirală albastră, sfâșietoare
- • • • (La stânga se-nclina, la dreapta)
- Poem (Tu plutești ca un vis de noapte)
- Către Galateea
- • • • (Eu te-am rupt pe tine din aer)
- Două cântece
- Dureroasa ninsoare
- Pasăre trecând printr-un nor
- Euridice (poezie de Nichita Stănescu)|Euridice
- Muzica (Muzica mă apropia de lucruri)
- Vechi cântec soldățesc
- Trist cântec de dragoste
- După-amiaza unui cântec
- La ceasul cu arlechini
- Îndoirea luminii (partea întâi)
- Îndoirea luminii (partea a doua)
- Îndoirea luminii (a treia parte)

1. ↑  Marian Chirulescu, Paul D. Popescu, Mihaela Radu (2021). Personalități prahovene. Dicționar biobibliografic. Darkoprint. p. 585.
2. ↑  Nichita Stănescu (2010). Noduri și semne. p. 9.